# Erina margarita
Erina margarita är en fjärilsart som beskrevs av Semper 1879. Erina margarita ingår i släktet Erina och familjen juvelvingar. Inga underarter finns listade i Catalogue of Life.